# Burg Landskron (Oberelsass)
Die Ruine der Burg Landskron steht im Oberelsass auf dem Landskronberg an der Schweizer Grenze in der französischen Gemeinde Leymen.

## Lage und Umgebung

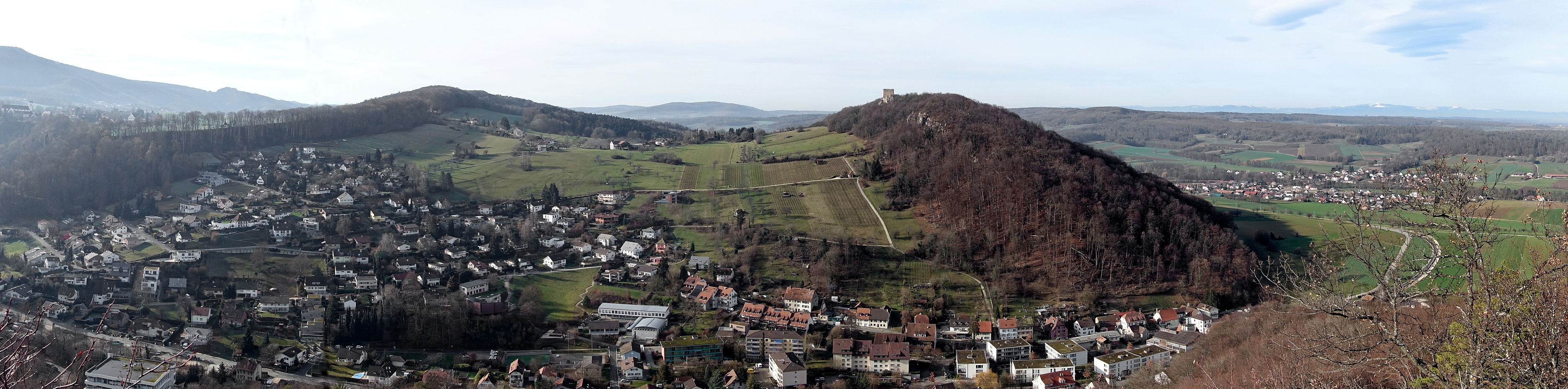
Burg Landskron vom Hofstetter-Chöpfli aus gesehen.

Die Burg liegt etwa 15 km von Basel auf der Westseite der Höhe des Landskronberges. Auf der Ostseite befindet sich die Ruine der Burg Alt-Landskron. Am westlichen Ende des Höhenrückens befindet sich ein stillgelegter Steinbruch, in dessen Bereich die abgegangene Burgruine Rheinegg lag.
Die Landskron ist von der Schweizer Seite über Oberwil und Biel zu erreichen. Von der französischen Seite erreicht man Leymen über Hégenheim und Hagenthal-le-Bas. Von Leymen führt die Straßenbeschilderung Chateau du Landskron zum Parkplatz im Weiler Tannwald. Von dort ist die Burgruine zu Fuß in 10 Minuten erreichbar.

## Geschichte

### Die Landskron im Zusammenhang mit der deutschen Reichsgeschichte
1273 hatte das Interregnum im Heiligen Römischen Reich mit der Wahl des Habsburger Grafen Rudolf zum römisch-deutschen König geendet. Mit seiner Wahl beendete Rudolf seine Fehde gegen den Bischof von Basel, Heinrich von Neuenburg. In dieser Fehde standen die Edelfreien von Rötteln und die Münch im Lager der Adelsgesellschaft der Psitticher, die den Bischof unterstützte. Die Vitztum gehörten zur Adelsgesellschaft der Sterner, die den Habsburger unterstützte, die Stellung der Grafen von Pfirt ist umstritten. Nach der Wahl Rudolfs zum deutschen König wurde Otto von Rötteln dessen Gefolgsmann.
Als Rudolf starb, wählten die Kurfürsten nicht dessen Sohn, Albrecht zum König, sondern Adolf von Nassau. Als Adolf 1298 wieder abgesetzt worden war, wurde Albrecht am 23. Juni 1298 als sein Nachfolger zum deutschen König gewählt. In der Ritterschlacht von Göllheim (Schlacht am Hasenbühel) am 2. Juli 1298 fiel Adolf im Kampf gegen den Habsburger. Am 27. Juli 1298 wurde Albrecht ein zweites Mal gewählt und dann am 24. August 1298 in Aachen zum König gekrönt. Otto von Rötteln unterstützte Albrecht in seinem Kampf gegen Adolf von Nassau, und einer aus dem Geschlecht der Münch fiel in der Schlacht von Göllheim für Albrecht. Die Grafen von Pfirt und die Vitztum standen dagegen auf der Seite Adolfs. Der Röttler erhielt von König Albrecht unter anderem die Ämter des Burggrafen von Rheinfelden und des Reichsvogtes von Basel.

### Die Landskron kam an die Herren von Rötteln und die Münch von Landskron
1297 beabsichtigten sowohl die Vitztum als auch die Münch auf dem Landskronberg eine Burg zu errichten und es kam zur Fehde zwischen den beiden Geschlechtern. Die Brüder und Ritter Burkard und Bertold Vitztum von Basel übergaben zu Ostern 1297 ihr Eigentum, das Burgstall ob Rheineck im Leimtal und den Berg Horn ob Rheineck, mit allen Rechten dem Grafen Tiebalt von Pfirt. Theobald von Pfirt, damals Landvogt im Elsass, gab den Vitztum die geschenkten Liegenschaften wieder als Mannlehen zurück. Die Vitztum glaubten so ihre Besitzungen im Vorfeld des sich im Reich abzeichnenden Bürgerkrieges gesichert. Die Grafen von Pfirt konnten als Schutzherren ihren Einfluss im Oberelsass weiter stärken.
Die Münch ihrerseits begaben sich in den Schutz derer von Rötteln und übertrugen ihre Rechte auf die Röttler, von denen sie diese wiederum als Mannlehen zurück erhielten. Im Frühjahr 1299 – nach der Krönung König Albrechts – wurde Theobald Graf von Pfirt durch Knechte des Otto von Rötteln gefangen genommen. Am 9. November 1299 verzichtete Theobald auf alle Rechte auf dem Landskron-Berg und sicherte auch dem Geschlecht der Münch den ungestörten Besitz auf dem Berg zu. Beim Basler Erdbeben von 1356 wurden beide Burgen auf dem Landskronberg zerstört.

### Weitere Herren der Landskron
Nachdem die Herren von Rötteln 1316 im Mannesstamm ausgestorben waren, traten die Markgrafen von Hachberg-Sausenberg deren Erbe an, die nunmehr bis 1430 Lehensherren der Münch von Landskron waren. Deren Nachfolger als Lehensnehmer waren relativ kurzzeitig die Herren von Flachslanden gefolgt von denen von Ramstein. 1461 begannen dann die Reich von Reichenstein ihre Jahrhunderte währende Herrschaft. 1503 wurde Markgraf Christoph von Baden deren Lehensherr und im Rahmen der Teilung der badischen Markgrafschaft kam die Landskron 1535 an die Markgrafen von Baden-Durlach.
Bereits 1515 erwarb Solothurn die Herrschaft Rotberg mit den in unmittelbarer Nachbarschaft zur Landskron liegenden Ortschaften Hofstetten-Flüh, Witterswil, Rodersdorf und Metzerlen. Im Hinblick auf die Expansionspolitik Solothurns wurde die Landskron nun bis 1518 mit Unterstützung Kaiser Maximilians zu einer Festung umgebaut.
Als 1570 die Reich von Reichenstein ihre Rechte an der Landskron an die Stadt Basel verkaufen wollten, wurde dieses Geschäft durch den Einspruch des Erzherzogs Ferdinand verhindert. Einerseits gehörte zur Landskron die Herrschaft über Leymen, die unzweifelhaft zur Hälfte den Habsburgern gehörte und andererseits beanspruchte zu dieser Zeit Habsburg auch Rechte an der Landskron in einem Streit vor dem Reichskammergericht in Speyer gegen den Markgrafen Karl II. von Baden-Durlach. Als die Reich von Reichenstein 1588 einen erneuten Versuch zum Verkauf an Basel unternahmen, scheiterte dies schon am mangelnden Interesse seitens Basel.

### Lehensherren und Lehensnehmer 1298–1663
| Lehensherr                                                                                         | Wappen | Lehensnehmer | Wappen |
| -------------------------------------------------------------------------------------------------- | ------ | --- | ------ |
| Edelfreie von Rötteln – 1298 bis 1316                                                              |        | Münch von Landskron |        |
| Markgrafen von Hachberg-Sausenberg – 1316 bis 1503                                                 |        | Münch von Landskron – bis 1430                                                                                             |        |
| Markgrafen von Hachberg-Sausenberg – 1316 bis 1503                                                 |        | Herren von Flachslanden – 1430 bis 1444                                                                                    |        |
| Markgrafen von Hachberg-Sausenberg – 1316 bis 1503                                                 |        | Freiherren von Ramstein – 1444 bis 1461                                                                                    |        |
| Markgrafen von Hachberg-Sausenberg – 1316 bis 1503                                                 |        | Reich von Reichenstein – 1461 bis 1663                                                                                     |        |
| Markgrafen von Baden – 1503 bis 1535                                                               |        | Reich von Reichenstein – 1461 bis 1663                                                                                     |        |
| Markgrafen von Baden-Durlach – 1535 bis 1663 1663 alle Rechte an den König von Frankreich verkauft |        | Reich von Reichenstein – 1461 bis 1663 ab 1640 Lehenshoheit des französischen Königs anerkannt; 1665 Verkauf an Frankreich |        |

### Vom 30-jährigen Krieg bis zur Vauban-Festung

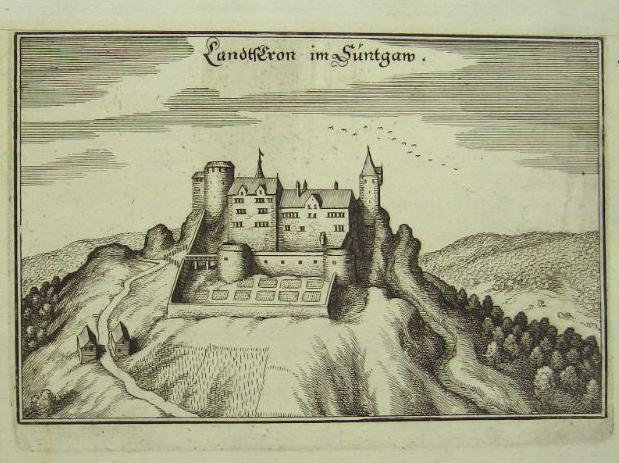
Merian: Landskron um 1640

Am 25. Juni 1637 – im Dreißigjährigen Krieg – besetzten schwedische Truppen unter Major Bernhard Schaffalitzky von Muckadell das benachbarte Rodersdorf und verlangten vergeblich die Übergabe der Landskron. 1638 belagerten schwedisch-weimarische Truppen unter Oberst Reinhold von Rosen die Landskron, während Bernhard von Weimar gleichzeitig die Festung Breisach belagerte. Deren Kommandant Hans Heinrich IX. von Reinach kapitulierte am 17. Dezember 1638 und übergab mit der Kapitulation auch einen Befehl an den kaiserlichen Kommandanten der Landskron, Leutnant Valentin Jaeckel, die Landskron ebenfalls den weimarischen Truppen zu übergeben. Am 29. Dezember 1638 erschien Bernhard von Weimar vor der Landskron und ließ dem Kommandanten den von Reinach ausgefertigten Übergabebefehl aushändigen. Aufgrund eines fehlenden Geheimzeichens auf dem Dokument verweigerte der Kommandant zunächst die Übergabe und wurde deswegen massiv bedroht. Am 30. Dezember 1638 konnte Bernhard von Weimar dann die Festung besetzen. Bei der Besetzung konnte auch der hier gefangen gehaltene Roderich von Württemberg-Weiltingen befreit werden.
Nach dem Tod Bernhards von Weimar sorgte der seit Jahren in französischem Sold stehende Johann Ludwig von Erlach – einer der vier in Bernhards Testament eingesetzten Direktoren des weimarischen Heeres dafür, dass Breisach und die elsässischen Eroberungen Bernhards – und damit auch die Landskron – durch Vertrag vom 19. Oktober 1639 in französische Hände übergingen. Ab 1640 akzeptierten die Reich von Reichenstein – wie viele andere elsässische Adlige – die französische Lehenshoheit.
1663 verkaufte dann Markgraf Friedrich VI. von Baden-Durlach alle Rechte an der Landskron für eine jährliche Zahlung von 3000 Livres an das Königreich Frankreich. Auch die Reich von Reichenstein, die als letzte die Landskron von den Markgrafen als Lehen hatten, wurden 1665 ausgekauft.

### Die Vauban-Festung
Ab 1690 wurde die Landskron nach Plänen von Sébastien Le Prestre de Vauban zu einer Grenzfestung und zum Staatsgefängnis ausgebaut. Dieses blieb bis zur französischen Revolution bestehen.

#### Bernard Duvergier de Soubardon
Einer der (heute) bekanntesten Gefangenen der Landskron war Bernard Duvergier de Soubardon. Soubardon wurde am 22. Mai 1737 in New Orleans (damaliger französischer Name: La Nouvelle-Orléans) geboren. Nachdem Frankreich 1762/63 Louisiana verloren hatte, kam Soubardon als Offizier an den Hof von Versailles. 1769 wurde er aufgrund eines Lettre de cachet verhaftet und in die Landskron verbracht, wo er während 21 Jahren eingekerkert blieb und – wahrscheinlich aufgrund der langen Einzelhaft – dem Wahnsinn verfiel.
Da die Verhaftung auf der Basis eines Lettre de cachet erfolgte, existieren über den Verhaftungsgrund keine Akten. Es kursieren zwei Versionen. Die populärere besagt, dass Soubardon in Versaille eine Liebschaft mit einer Hofdame hatte und damit einem Minister in die Quere kam, der dann seinen Nebenbuhler auf diesem Weg „elegant“ aus dem Weg räumte. Die andere Version besagt, dass Soubardon die Politik des Herzogs von Choiseul, der damals faktisch der Regierungschef war, kritisiert hatte.
Nach der Revolution von 1789 wurden die Lettres de Cachet abgeschafft und die Gefängnisse nach politischen Gefangenen durchforstet. Der mittlerweile völlig wahnsinnige Duvergier wurde in das Strassburger Spital verlegt, wo er kurz darauf starb.

### Einnahme und Zerstörung 1813/14
Während der Befreiungskriege rückten Ende 1813 die gegen Napoleon Bonaparte verbündeten Mächte gegen Frankreich vor. Mit dem Vertrag von Ried (8. Oktober) hatte auch das Königreich Bayern die Fronten gewechselt. Das fünfte Armee-Corps der Alliierten mit den bayerischen Truppen unter General Graf von Wrede erreichte vor Weihnachten 1813 den Raum Basel und belagerte die Festungen Hüningen und Belfort. Außerdem wurden Abteilungen zur Eroberung der kleineren befestigten Plätze im Oberelsass entsandt. Am 26. Dezember 1813 nahm Oberst Friedrich von Treuberg mit dem 1. Bataillon des 9. Königlich Bayerischen Infanterie-Regiments verstärkt durch kleine Abteilungen von Kavallerie (eine halbe Eskadron des Königlich Bayerischen 4. Chevaulegers-Regiment „König“) und Artillerie (eine halbe fahrende Batterie) die Festung Landskron ein, die er seit dem 23. Dezember belagert hatte.
Am 23. Dezember zog die Kolonne bei Tagesanbruch auf und erreichte gegen 14 Uhr Mariastein auf einer der Landskron gegenüber liegenden Anhöhe. Im herrschenden Nebel versuchten die Bayern zunächst einen Überraschungsangriff, der aber misslang. Die Bayern zernierten die Festung und zogen die übrigen Truppen wieder nach Mariastein zurück. Am folgenden Tage forderte Oberst von Treuberg den französischen Kommandanten zur Übergabe auf. Da die Bedingung eine 14-tägige Frist war, wurde diese abgewiesen und nach Lichtung des Nebels mit dem Beschuss der Festung durch zwei Kanonen und zwei Haubitzen begonnen, bis der Nebel die Sicht wieder zu sehr behinderte. Am 25. Dezember wurde der Artilleriebeschuss wieder aufgenommen und die Geschütze der Festung wurden nach etwa drei Stunden außer Gefecht gesetzt. Auf die erneute Aufforderung zur Übergabe kam eine Vereinbarung über die Kapitulation zustande. Am 26. Dezember begaben sich die etwa 60 Mann Besatzung in Gefangenschaft und die Bayern konnten einen relativ großen Kriegsvorrat in der Festung übernehmen.
Im Juni 1814 wurde die Festung durch einen Brand weitgehend zerstört und anschließend auf Befehl von Wredes gesprengt. Nur der mächtige Donjon wurde verschont.

### Stopp der Zerstörung und Beginn der Unterhaltsarbeiten
Danach diente die Ruine als Steinbruch, bis die Familie de Reinach-Hirtzbach sie 1856 kaufte und den Steinbruchbetrieb stoppte. Nun wurden zwar gelegentliche Unterhaltsarbeiten vorgenommen, diese konnten aber den weiteren Zerfall der Ruine nicht aufhalten. 1923 wurde die Landskron zum Monument historique classé erhoben, ohne dass aber deswegen die Unterhaltsarbeiten intensiviert worden wären. Nach dem Kriegsende von 1945 wurden von Freiwilligen und mit privaten Spenden die gefährdetsten Stellen der Ruine, die sich mittlerweile in einem alarmierenden Zustand befand, gesichert. 1970 zäunte der Besitzer das Areal ein und siedelte auf der Ruine eine Kolonie Berberaffen an. 1980 wurde das Affenexperiment abgebrochen und die Ruine stand zum Verkauf. Wegen des zu erwartenden großen Aufwandes für die Instandhaltung verzichtete die Gemeinde Leymen. 1983 wurde der Verein Pro Landskron gegründet, der die Ruine 1984 für ca. 46 000 Euro kaufte. 1988/89 und 1998/99 wurden in zwei Etappen für insgesamt 1,2 Millionen Euro der Turm und die übrigen Gemäuer konsolidiert. Der damals etwa 800 Mitglieder zählende Verein hat etwa 20 % der Kosten übernommen. Die übrigen Kosten hat der Generalrat des Departements Haut-Rhin übernommen. Bei kleineren Erhaltungs- und Sicherungsmaßnahmen gab es auch Unterstützung vom Kanton Solothurn und der Europäischen Union.
Am Fuß der Burg gab es das Restaurant „Au Chasseur“, das aber 2017 geschlossen wurde.

## Beschreibung
Die gesamte Anlage kann man in drei Sektoren gliedern. Im Süden finden sich die Reste der einstigen Vorburg mit einer Zwingeranlage und zwei vorstehenden Schalentürmen denen ein Hornwerk vorgelagert ist. Die Hauptburg besteht im Osten aus einem Festungsring und im Westen aus der Kernburg.

### Vorburg
Die der Kernburg im Süden vorgelagerte Vorburg besteht aus zwei Schalentürmen und einem Zwinger mit Nebengebäuden. Vor der Mauer mit den Schalentürmen wurde ein Hornwerk errichtet. Der nach Westen gerichtete Eingang wurde im späten 17. Jahrhundert beim Ausbau zur Festung durch Vauban angelegt und war ursprünglich durch einen Graben mit zwei Zugbrücken geschützt. Der Graben ist heute eingeebnet. Hinter dem Tor erstreckt sich ein langer gewölbter Tunnel. Im 20. Jahrhundert wurde der Eingangsbereich restauriert. Im Osten der Vorburg befindet sich eine Pforte, die zu den außerhalb der Burg gelegenen Redouten führte, wobei über den Graben wohl ein Holzsteg führte.

### Festungsring
Am Ostende der Vorburg kommt man nach Norden durch ein Tor in den Hof des Festungsrings. Ein gewölbter Gang führt durch die 7 Meter dicke Mauer in den Hof des Festungsrings, den sogenannten „Aussenhof“. Über dem Tor ist der Reichsadler (Doppeladler) mit einem Brustschild angebracht, der das österreichische Bindenschild trägt. Zudem ist die Jahreszahl 1516 zu sehen. Obwohl die Burg 1516 den Markgrafen von Baden gehörte und die Reich von Reichenstein als deren Lehensleute darauf saßen, wurde der Umbau der Burg zur mittelalterlichen Festung durch Kaiser Maximilian initiiert und mit finanziert, um der solothurnischen Expansion Einhalt zu gebieten. Warum nicht das Wappen des Kaisers mit dem geteilten Brustschild (österreichischer Bindenschild und burgundische Farben) verwendet wurde, bleibt unklar. Die Umfassungsmauer des Festungsrings war mit drei Türmen bestückt, wovon der Pulverturm der mächtigste war. An der Innenseite der östlichen Mauer befand sich ein dreifach unterteilter Bau mit Offiziersunterkünften. Auf der Westseite sind Fundamentspuren einer Kapelle und im nördlichen Turm befand sich die Festungswache.

#### Der Pulverturm
Der Pulverturm war die Hauptbefestigung auf der Ostseite der Festung. Er trug eine Wehrplatte mit Zinnen, die als Artillerieplattform genutzt wurde. Das über einen Meter dicke Gewölbe überstand teilweise die Sprengung von 1814.

### Kernburg
Der Zugang zur Kernburg führt vom Nordwesten des Festungsrings durch ein in die Nordwest-Bastion der Kernburg eingelassenes Dreifachtor in einen engen Innenhof. Die Bastion wird auch „Mehlturm“ genannt und hatte eine Mühle sowie in den Obergeschossen Unterkünfte. Im Westen außerhalb der Kernburg und jenseits des Halsgrabens sind Reste eines Vorwerks aus dem 16. Jahrhundert sichtbar.

#### Der Wohnturm (Donjon)
Der älteste Teil der Anlage – noch mit Bausubstanz aus dem 13. Jahrhundert – ist der Wohnturm auf der höchsten Stelle des Areals. Der Grundriss des Wohnturms ist ein Rechteck mit einem nach Westen vorspringenden Halbrund. Die Mauerstärke des ursprünglichen mittelalterlichen Baus betrug etwa 2 Meter. Im Rahmen des Umbaus zur Festung Anfang des 16. Jahrhunderts wurden die Mauern auf 4 bis 5 Meter verstärkt. Der Wohnturm ist mit Zinnen versehen und trägt eine Artillerieplattform. Im Turm befand sich ab dem 17. Jahrhundert ein Staatsgefängnis. Der Süden der Kernburg wird von einer großen Bastion eingenommen, die die Waffenkammer und Mannschaftsunterkünfte enthielt.

#### Sodbrunnen und Zisterne
Für die Wasserversorgung der Burg gab es sowohl einen Sodbrunnen als auch eine Zisterne. Der Sodbrunnen wurde kurz vor 1545 erbaut und hatte einen 56 Meter tiefen Schacht zum Grundwasserspiegel und war mit einem kleinen Gebäude überdacht. Die gegenüberliegende Zisterne wurde erst nach 1687 erbaut und war 10,5 Meter tief mit einem Durchmesser von 4,5 Meter. Es gab ein Tretrad um das Wasser aus der Tiefe zu schöpfen. Überschüssiges Regenwasser wurde in den Brunnen weitergeleitet. Nach 1700 wurde die Wasserversorgung auch durch eine Zuleitung von außen ergänzt.

#### Palas
Der Palas wurde im Rahmen des Umbaus zur Festung 1516 auf den Fundamenten eines älteren Baus errichtet. Über dem gewölbten Erdgeschoss wurden die Mauern von Geschoss zu Geschoss jeweils dünner. Das erste Obergeschoss war durch eine heute noch sichtbare Außentreppe zugänglich. Über sie musste man auch zum Donjon, der nur über den Palas erreicht werden konnte. Im 18. Jahrhundert wurde der Palas als Küchentrakt und Krankenhaus genutzt.